# セルゲイ・シュプレツォフ
セルゲイ・シュプレツォフ（Сергей Михайлович Шуплецов, Sergei Shupletsov, 1970年4月24日 - 1995年7月15日）はロシアのモーグルスキー選手。
1994年のリレハンメル五輪で銀メダルを獲得し、将来を嘱望されたが、翌1995年7月15日、フランスのラ・クルザーでオートバイを運転中、交通事故に遭遇し死去。
　モーグルのデビューは90年で93年までの間は総合20位前後を行き来する成績で目立たなかったが、94年にブラッコム大会で初優勝、同年のマイリンゲン大会でも優勝し、当時圧倒的強さを誇っていたエドガー・グロスピロンに次ぐ94年ワールドカップ総合2位。もともとはエアリアル、バレー、モーグルの3種目をこなすコンバインダー選手だったが、翌95年はモーグルに専念し、全10戦中優勝6回、2位3回(内1戦はビザが間に合わず不出場)で総合優勝、2位のエドガーに32ポイント、3位のジャン・リュックに至っては60ポイントの差をつけて圧倒した(女子は1位から5位までで52ポイント差)。また前人未踏のワールドカップ5連勝や現行の30点満点ルールでは現在も破られていない28.80の記録もこのシーズンに成し遂げた。当時エドガーに代表される豪快なエアとハイスピードなモーグルとジャン・リュック・ブラッサールの雪面コンタクト型のモーグルを高い次元で融合させたスタイルは現代モーグルの基盤を創った。体の限界まで振り切るツイスター、低い姿勢で上体はブロックされ雪面コンタクトを保ちつつコンパクトなポールワークは完璧で、その機械のように正確な滑りは当時ターミネーターというあだ名をつけられるほどであった。オートバイの不慮の事故でなくなった。